# Johanna Bartl
Johanna Bartl (* 1956 in Erfurt) ist eine deutsche Grafikerin.

## Leben
Sie studierte von 1977 bis 1982 an der Hochschule für Grafik und Buchkunst Leipzig. Anschließend arbeitete sie als freischaffende Künstlerin in Tylsen in der Altmark, seit 1994 in Dessau. Ab 1987 absolvierte sie Arbeitsaufenthalte an verschiedenen Orten. Von 1991 bis 1993 entwickelte und leitete sie das Projekt KUNST AKTIV in den Museen der Stadt Salzwedel, seit 1995 in Dessau das Projekt KUNST AKTIV im K.I.E.Z. – Büro Otto Koch.
Bis etwa 1987 hatte sich Bartl vor allem mit Zeichnungen beschäftigt. In den nachfolgenden Jahren erweiterte sie ihr Arbeitsfeld. Über die Beschäftigung mit Papier als reflektierende Fläche kam sie zu Arbeiten mit den Themen Zeit und Raum. Neben Zeichnungen arbeitete sie nun mit Video, Fotografie, Schrift und Lichtprojektionen. Dabei wandte sie sich stärker Arbeiten zu, in denen Kunst in für Kunst ungewöhnliche Orte eingreift. Ein weiterer wichtiger Aspekt wurden seit 1995 langfristige Projekte mit Beteiligung vieler Menschen.

## Werke (Auswahl)
- Skulptur Gewächshaus im Skulpturenpark Magdeburg
- Kunst am Bau: "Inschrift und Buch" Vertretung des Landes Sachsen-Anhalt in Berlin, "Wortvorrat" Innenministerium Mecklenburg-Vorpommern in Schwerin, "Sonnengesang" Hochschule für Musik und Theater Rostock, " Standort, Licht-Felder" Ostdeutsche Sparkassen-Akademie Potsdam, "SICHTEN" Alter Räucherturm/Aussichtsturm Dessau
- Künstlerbücher in der Sammlung der Anhaltischen Landesbücherei Dessau (zugänglich im Lesesaal Palais Dietrich)